# Juanita Cruz

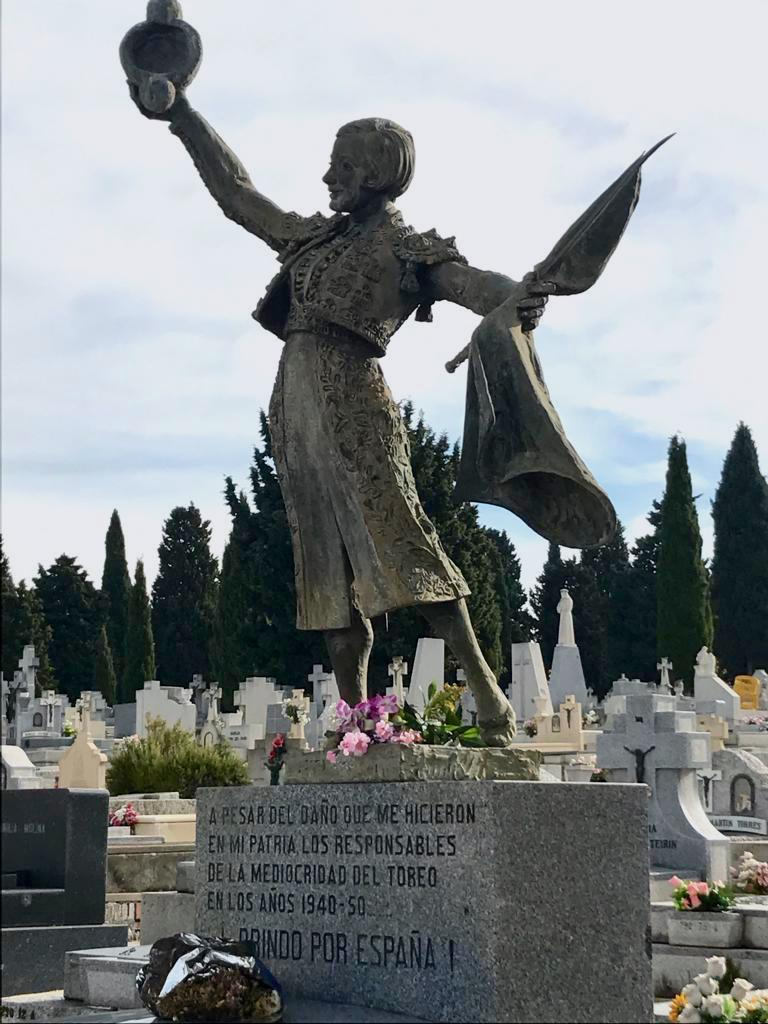
Statue funéraire de Juanita Cruz au cimetière de l'Almudena. Son épitaphe dit : « Malgré le mal que m'ont fait les responsables de la médiocrité de la tauromachie dans les années 1940 et 1950, je porte un toast à l'Espagne ! »

Juana Cruz de la Casa plus connue sous le nom de Juanita Cruz, née à Madrid le 12 février 1917, morte le 18 mai 1981 à Madrid, est une torera espagnole.

## Présentation
Très jeune, elle fréquente le milieu taurin qui se retrouve souvent avenue de la Plaza de Toros, lieu où est située sa maison familiale, tout près de la Plaza de toros de Las Ventas. Vers 1931, âgée de  quatorze ans, elle commence à toréer des becerros sur instigation de Rafael García.

## Carrière
L'accès du ruedo était alors interdit aux femmes, Juanita se contente d'une « exhibition féminine » qui a un tel succès que le gouverneur lui accorde l'autorisation d'estoquer. Le 7 mai 1934, elle se présente en France à Marseille. Sa première novillada piquée a lieu le 5 mai 1935 à Grenade, c'est là qu'elle a porté pour la première fois l'habit de lumières aménagé avec une jupe pantalon.
En 1936, en zone républicaine, elle participe à trois festivals au profit des blessés.
Elle quitte alors l'Espagne pour le Venezuela où elle débute le 20 décembre 1936. Elle parcourt avec succès toute l'Amérique latine : Pérou Bolivie Colombie. Au Mexique elle est confrontée à la très vive opposition des syndicats taurins, et n'obtient que des autorisations ponctuelles. C'est pourtant là qu'elle prendra son alternative des mains de Heriberto García le 17 mars 1940 à Fresnillo (État de Zacatecas).
Juanita est la première femme qui est apparue dans des cartels masculins. Mais elle n'a pas pu prendre son alternative dans son pays en raison de ses positions politiques. En tant que républicaine, elle a été obligée de s'exiler en Amérique latine au moment de la Guerre Civile espagnole .